# Mirlande Manigat
Mirlande Manigat (Miragôane, 3 de noviembre de 1940) es una abogada, profesora de derecho y política haitiana. En febrero de 2023 fue designada miembro del Alto Consejo de Transición en representación del sector político para garantizar la celebración de elecciones generales. Lidera el partido Agrupación de Demócratas Nacionales Progresistas (RDNP) por el que en 2010 fue candidata a la presidencia de Haití logrando la victoria en la primera vuelta entre 18 candidaturas pero perdiendo en la segunda frente a Michel Martelly. En 2006 había sido elegida senadora por Puerto Príncipe. De febrero a junio de 1988, durante 130 días, fue primera dama de Haití durante la presidencia de Leslie Manigat, primer presidente de Haití en ser elegido por sufragio popular y derrocado por un golpe militar. 

## Biografía
Nacida en Miragôane, en el sur del país, en el seno de una familia católica, realizó los estudios primarios y secundarios en Haití y posteriormente logró el diploma universitario en Ciencias Sociales en la Escuela Normal Superior de Haití.
Posteriormente se trasladó a París para continuar sus estudios. Se licenció en Historia en la Sorbona, se diplomó en Relaciones Internacionales en el Instituto de Estudios Políticos y se doctoró en Ciencia Política en la Sorbona, en diciembre de 1968.
En París conoció a Leslie Manigat (1930-2014) con quien se casó en 1970. La pareja pasó doce años en el exilio en Francia y Venezuela regresando a Haití en 1986. 

## Trayectoria profesional
En París trabajó como investigadora asociada del Centro de Estudios de Relaciones Internacionales, CERI (1970-1974), posteriormente en Trinidad en el Instituto de Relaciones Internacionales de la Universidad de las Indias Occidentales (1974-1978), en Venezuela en el Curso de Postgrado de Ciencia Política de la Universidad Simón Bolívar de Caracas (1978-1986), en Haití en el INAGHEI, Academia Militar, Academia Nacional Diplomática y Consular. En septiembre de 1999 ingresó a la Universidad Quisqueya donde ocupó sucesivamente los cargos de Catedrática de Derecho Constitucional, Decana de la Facultad de Ciencias Jurídicas y Políticas, Coordinadora de la Oficina de Desarrollo Institucional, encargada de Relaciones Internacionales y Vicerrectora, encargada de Investigación, Desarrollo Institucional y Cooperación Internacional.

### Primera dama en 1988
En las elecciones de 1988 Leslie Manigat fue el primer presidente de Haití elegido por sufragio popular y Mirlande asumió el puesto de primera dama. Fue un breve periodo, de febrero a junio de 1988 durante 130 días, antes de que éste fuera derrocado por un golpe de Estado. Leslie acompañó de nuevo a su marido al exilio y mientras su marido perdía posición pública ella fue reconocida por méritos propios.

### Trayectoria política
En 2006 fue elegida senadora por Puerto Príncipe.
Desde agosto de 2007 asumió el liderazgo como Secretaria General del partido Agrupación de Demócratas Nacionales Progresistas fundado por su marido en 1979 durante el exilio.

#### Candidata presidencial (2010)
Cuatro años después fue ella quien se presentó a candidata presidencial en las elecciones presidenciales de 2010. En su discurso como candidata y líder de la Agrupación de Demócratas Nacionales Progresistas (RDNP) Mirlande puso el énfasis en cuestiones como la justicia social, la lucha contra la corrupción y la recuperación de cierto sentimiento patriótico.
De sensibilidad demócrata-cristiana y cercana a las formaciones liberales del continente americano, contó con el apoyo de la Iglesia protestante y de los intelectuales, pero no con el apoyo de las generaciones más jóvenes, que la consideraban cercana a las élites. Por otro lado según analistas, otros sectores consideraban que su figura se había visto ensombrecida por el "oportunismo político" de su marido y veían al matrimonio demasiado ligado a la aristocracia haitiana y alejado del pueblo, recordando cuando tras su derrota, Leslie Manigat se refirió al electorado como "el perro que vuelve a su vómito".
A pesar de todo Mirlande era la favorita entre las 18 candidaturas con un 36 % en intención de voto y en segundo lugar se situaba el candidato oficialista Jude Celestin con el 20,2 %. Mirlande fue la candidata más votada en la primera vuelta con el 31,37 % de los votos en la que el candidato oficialista se situó en segundo lugar con el 22,48 % de votos.  La denuncia de fraude masivo causó por parte de Mirlande Manigat y quien oficialmente logró el tercer puesto Michel Martelly provocaron una crisis y el aplazamiento de la segunda vuelta. El posterior informe de la OEA,  restó votos a los tres candidatos ante las irregularidades detectadas y estimó que Manigat había obtenido el 31,6% de los sufragios, Martelly el 22,2% y Celestin el 21,9%. El partido oficialista de Haití, Inite, anunció la retirada de Celestin de la carrera electoral y dejó vía libre a Manigat y a Martelly. La segunda vuelta electoral se celebró finalmente el 20 de marzo de 2011 entre Mirlande Manigat y Michel Martelly quien logró la victoria por el 67,57 % de votos frente al 31,74 % de Mirlande.
En las elecciones presidenciales de 2015 Mirlande Manigat cedió la candidatura al portavoz de su partido Éric Jean Baptiste en las que obtiene apenas el 3,63 % de votos. En 2018 sucedió a Mirlande como líder del partido. En octubre de 2022 el excandidato presidencial y Secretario General de la Agrupación de Demócratas Nacionales Progresistas Éric Jean Baptiste  fue asesinado a tiros junto a su guardaespaldas en una actuación atribuida a la banda armada Ti Makak.

### Miembro del Alto Consejo de Transición (2023)
En febrero de 2023 Mirlande Manigat una de las tres personas designadas por el primer ministro Ariel Henry para formar parte del Alto Consejo de Transición de Haití en representación de los partidos políticos junto a Calixte Fleuridor, de la Federación Protestante de Haití, en representación de la sociedad civil y Laurent Saint-Cyr, presidente de la Cámara de Comercio de Haití, en representación del sector privado.
El ACT tiene como misión facilitar el terreno electoral de Haití para celebrar unos comicios que no se celebran desde 2016 cuando fue ganador Jovenel Moïse, asesinado en 2021. También trabajar con funcionarios para reformar la Constitución, aplicar reformas económicas y reducir la violencia política. Debe elegir también un consejo electoral provisional que debe construirse antes de que comience la planificación de las elecciones.